# 데이너 벨벤
데이너 벨벤(Dana Belben)은 미국의 배우, 각본가, 텔레비전 배우, 성우, 애니메이터, 영화배우이다.
미국에서 태어났다.

## 영화
- 서핑 업 (2007년) - 에드나 매버릭 목소리 역